# John Sloss Hobart

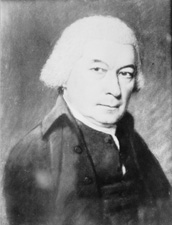
John Sloss Hobart

John Sloss Hobart (* 6. Mai 1738 in Fairfield, Colony of Connecticut; † 4. Februar 1805 in New York City) war ein US-amerikanischer Jurist und Politiker (Föderalistische Partei), der den Bundesstaat New York im US-Senat vertrat.
Nach seinem Abschluss am Yale College im Jahr 1757 studierte John Hobart die Rechtswissenschaften, wurde Mitglied der Anwaltskammer und begann in New York zu praktizieren. Im Juni 1764 heiratete er Mary Greenill.
1774 gehörte er einem Committee of Correspondence an, einer Körperschaft, die zur Koordination der Politik der Dreizehn Kolonien diente. Im Jahr darauf nahm Hobart am Provinzialkonvent von New York teil; bis 1777 war er Delegierter zum Provinzialkongress von New York, der das Parlament der kolonialen Provinz New York ersetzte. Überdies arbeitete er im Council of safety der revolutionären Bewegung mit. 1788 nahm er letztlich am Staatskonvent teil, der die Verfassung der Vereinigten Staaten ratifizierte.
Ab 1777 war Hobart überwiegend juristisch tätig. Bis 1798 gehörte er dem Obersten Gerichtshof des Staates New York als beigeordneter Richter (Puisne Justice) an. In diesem Jahr wurde er zum Nachfolger des zurückgetretenen US-Senators Philip Schuyler gewählt. Er nahm sein Mandat im zu diesem Zeitpunkt noch in Philadelphia tagenden Kongress ab dem 11. Januar 1798 wahr und verblieb dort bis zum 16. April desselben Jahres. Nachdem ihn US-Präsident John Adams zum Richter am Bundesbezirksgericht für den Distrikt New York ernannt hatte, gab Hobart der Justiz wieder den Vorzug. Bis zu seinem Tod am 4. Februar 1805 war er als Bundesrichter tätig.